# Ham Lake
Ham Lake ist eine Stadt im Anoka County im US-Bundesstaat Minnesota. Sie liegt im Norden der Metropolregion der Twin Cities. Das U.S. Census Bureau hat bei der Volkszählung 2020 eine Einwohnerzahl von 16.464 ermittelt.

## Geografie
Ham Lake ist an der Minnesota State Route 65, rund 32 Kilometer nördlich von Minneapolis gelegen. Nach Angaben des United States Census Bureau beträgt die Fläche der Stadt 13,6 Quadratkilometer, davon sind 0,4 Quadratkilometer Wasserflächen. Größere Seen im Stadtgebiet von Ham Lake sind der Ham Lake im Zentrum der Stadt sowie der Lake Netta und der südliche Teil des Coon Lake.

## Geschichte
Die frühesten Aufzeichnungen gehen ins Jahr 1855 zurück, als sich eine Gruppe von Einwanderern im südlichen Teil des heutigen Stadtgebietes niederließ. Der Ort wurde Glen Cary genannt, welches im Schottischen „schönes Tal“ bedeutet. Während eines Brands 1857 wurde die Siedlung jedoch komplett zerstört und die Einwohner verließen den Ort. 1866 siedelten sich erneut Einwanderer – vor allem Skandinavier – an und änderten später den Namen in Ham Lake. 1871 wurde die Ham Lake Township gegründet, im Januar 1974 wurden ihr Stadtrechte verliehen.

### Bevölkerungsentwicklung
| 1880 | 1970  | 1980  | 1990  | 2000   | 2010   | 2020   |
| ---- | ----- | ----- | ----- | ------ | ------ | ------ |
| 253  | 3.327 | 7.832 | 8.924 | 12.710 | 15.296 | 16.464 |

## Demografische Daten
Nach der Volkszählung im Jahr 2000 leben in Ham Lake 12.710 Menschen in 4139 Haushalten und 3472 Familien. Die Bevölkerungsdichte beträgt 142,4 Einwohner pro km². Ethnisch betrachtet setzt sich die Bevölkerung aus 97 Prozent weißer Bevölkerung sowie kleineren Minderheiten zusammen.
In 45,9 % der 4139 Haushalte leben Kinder unter 18 Jahren, in 74,0 % leben verheiratete Ehepaare, in 6,0 % leben weibliche Singles und 16,1 % sind keine familiären Haushalte. 11,4 % aller Haushalte bestehen ausschließlich aus einer einzelnen Person und in 2,5 % leben Alleinstehende über 65 Jahre. Die durchschnittliche Haushaltsgröße liegt bei 3,07 Personen, die von Familien bei 3,33.
Auf die gesamte Stadt bezogen setzt sich die Bevölkerung zusammen aus 31,0 % Einwohnern unter 18 Jahren, 7,5 % zwischen 18 und 24 Jahren, 33,8 % zwischen 25 und 44 Jahren, 23,4 % zwischen 45 und 64 Jahren und 4,2 % über 65 Jahren. Der Median beträgt 34 Jahre. Etwa 47,8 % der Bevölkerung ist weiblich.
Der Median des Einkommens eines Haushaltes beträgt 67.750 USD, der einer Familie 71.905 USD. Das Prokopfeinkommen liegt bei 24.329 USD. Etwa 2,1 % der Bevölkerung und 1,2 % der Familien leben unterhalb der Armutsgrenze.